# Lavemang

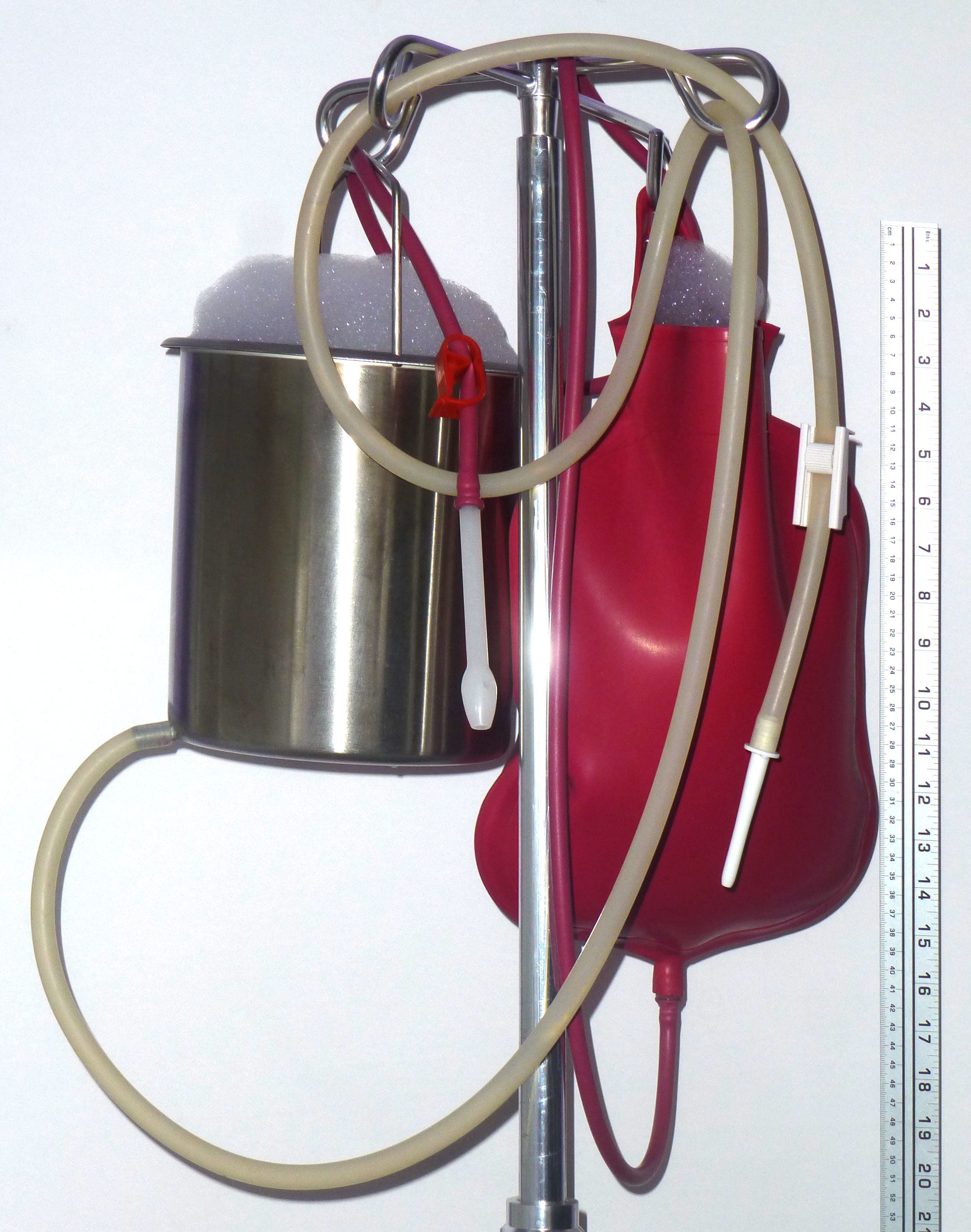
Lavemang för att behandla förstoppning (stora, 4 liter vardera)

Lavemang är en slags ändtarmssköljning. Detta är en av de äldsta terapeutiska metoderna som ännu är i bruk i skolmedicinen.

## Lavemang som medicinsk behandling
Lavemang används bland annat för att behandla förstoppning och för att skölja tarmsystemet inför olika diagnostiska undersökningar som exempelvis endoskopi och bukröntgen.
Förr brukade den gravida få ett lavemang inför en förlossning. Lavemang inför/under förlossning har inte effekt på infektionsrisken eller nöjdheten med upplevelsen. Finns det avföring i ändtarmen töms det ut under krystningsskedet.

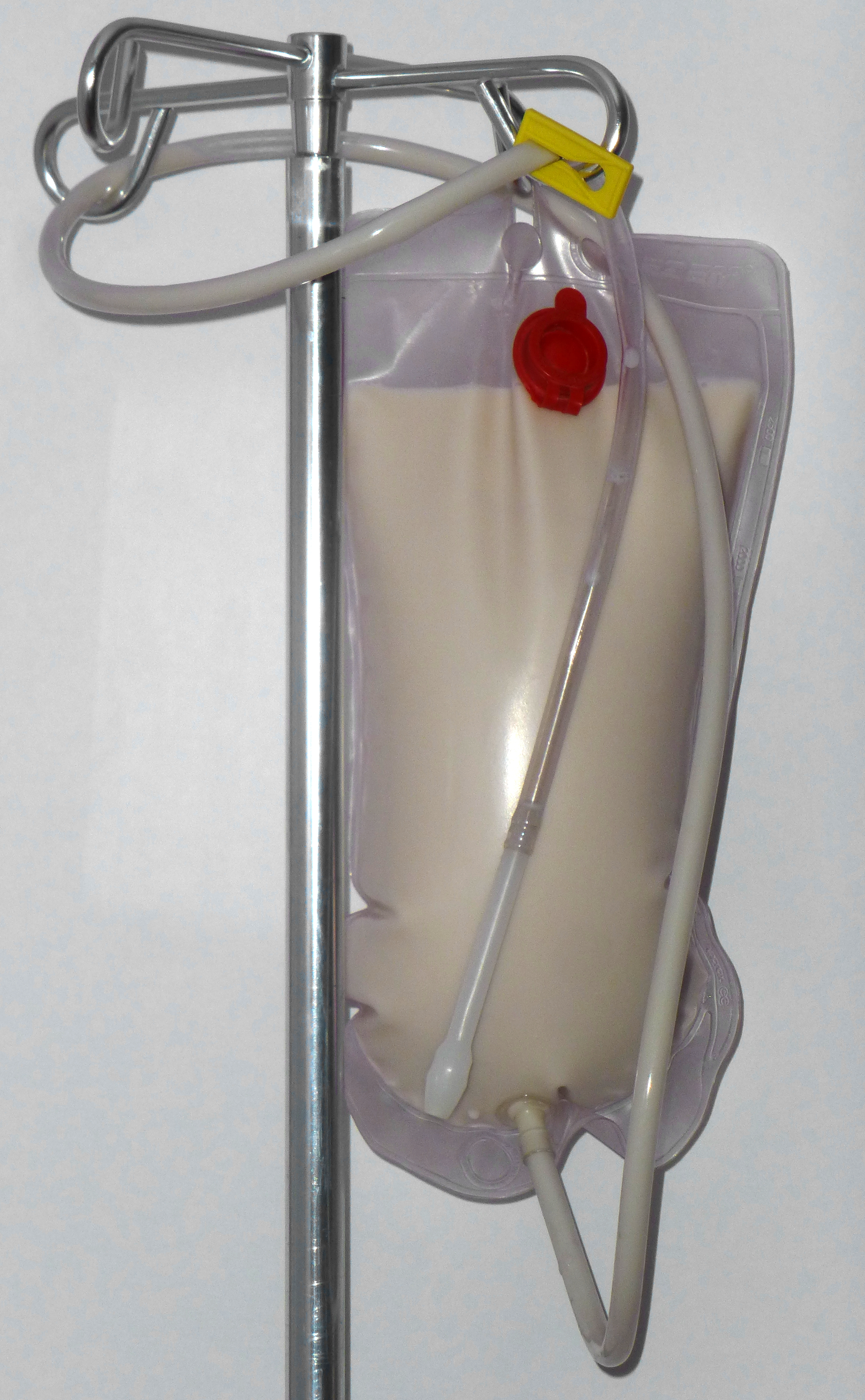
Bariumlavemang

En koloningjutning (även kallad bariumlavemang) är ett medicinskt ingrepp som används för att undersöka och diagnostisera problem med kolon (tjocktarmen). Röntgenbilder tas medan kontrastmedlet bariumsulfat fyller tjocktarmen via ändtarmen.

## Lavemang inom alternativ medicin
Inom flera alternativmedicinska skolor spelar olika former av lavemang och tarmrening en roll. Ofta gör man anspråk på en renande effekt: lavemanget sägs skölja bort olika avlagringar som påstås finnas i tarmsystemet. Det finns även tankar om att balans mellan olika delar av kroppen återställs. Vissa grenar av homeopatin använder sig av lavemang och metoden förekommer också som traditionell huskur. Värdet av regelbundna lavemang är inte vetenskapligt belagt.

## Praktiska aspekter
Rätt utfört är ett lavemang inte obehagligt. Den som skall ges eller själv ta ett lavemang lägger sig på sidan, med knäna halvt uppdragna mot kroppen; ett annat alternativ är att stå på alla fyra. Därefter förs ett väl insmort munstycke varsamt upp i ändtarmsöppningen. Munstycket sitter på en slang som i andra änden är ansluten till en behållare eller plastpåse med cirka 1,5 liter ljummet vatten (och eventuell lavemangstillsats).
Behållaren placeras 50–100 centimeter över stjärten. Vattenlösningen får därefter rinna långsamt men säkert in i tarmen. När behållaren är tömd, skall lösningen hållas kvar i tarmen 10–30 minuter. Därefter tömmer man ut lösningen på toaletten eller i annan lämplig behållare. Vid ett enkelt lavemang är behandlingen därmed fullbordad. Vid ett fullt lavemang upprepas proceduren ytterligare två gånger.

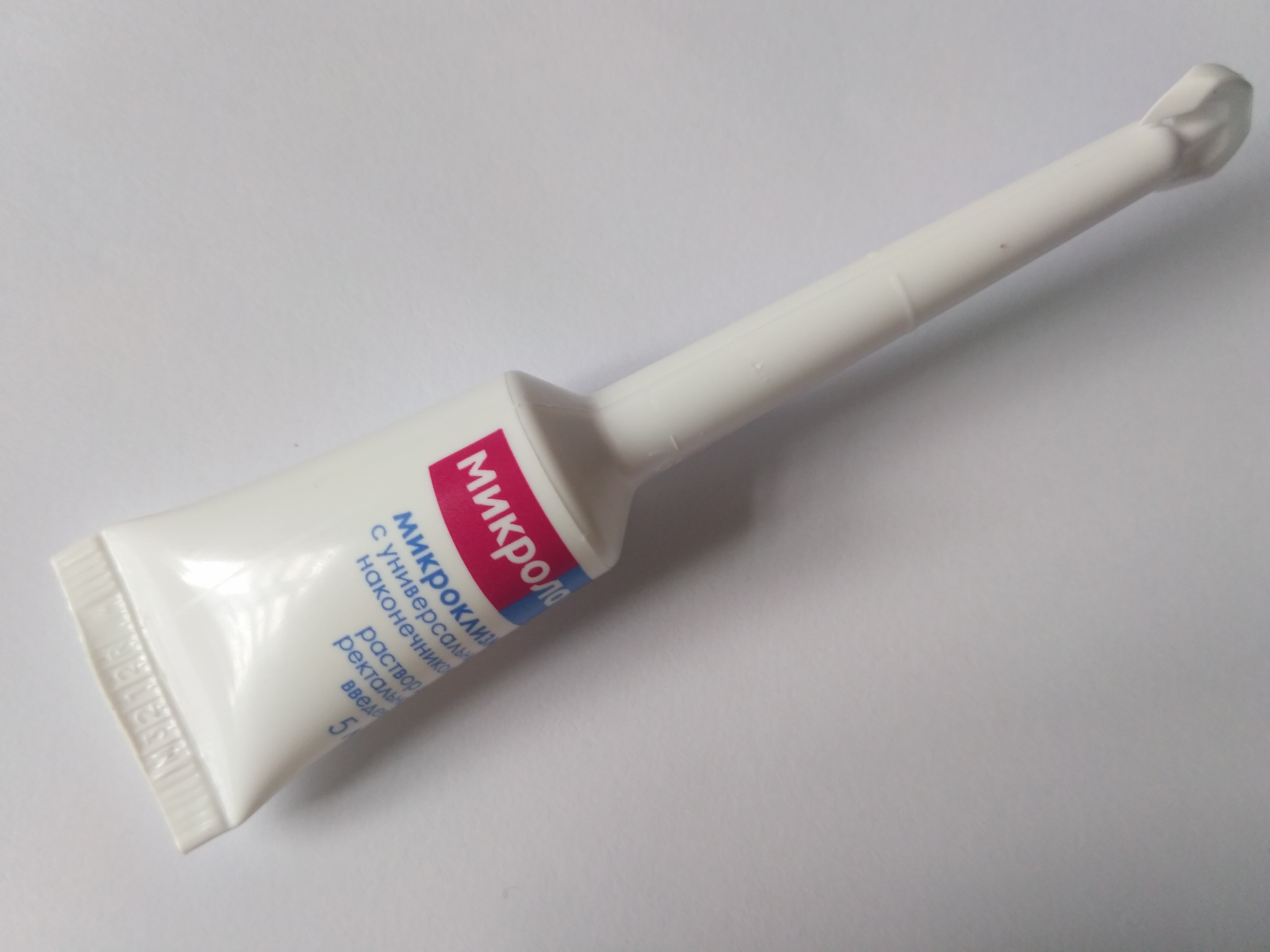
Mirkolavemang

Så kallade mikrolavemang, till exempel Microlax, består av en liten tub med verksamma ämnen, som kläms ut i ändtarmen.